# 阿拉法亞 (佛羅里達州)
阿拉法亞（英語：Alafaya）是位於美國佛羅里達州橙縣的一個人口普查指定地區。

## 地理
阿拉法亞的座標為28°32′36″N 81°11′40″W / 28.54333°N 81.19444°W，而該地最高點為海拔高度23米（即75英尺）。

## 人口
根據2010年美國人口普查的數據，阿拉法亞的面積為98.60平方千米，當中陸地面積為98.40平方千米，而水域面積為0.20平方千米。當地共有人口76113人，而人口密度為每平方千米771人。